# Sodsai Rungphothong
Sodsai Rungphothong (Thai: สดใส รุ่งโพธิ์ทอง) (12 de mayo de 1951 -), fue un político y luk thung cantante de tailandés, popular entre los años 1973 y 1991.

## Discografía
- Sao Ngam Mueng Phichit (สาวงามเมืองพิจิตร)
- Rak Jang Thee Bang Bakong (รักจางที่บางปะกง)
- Bok Rak Fak Jai (บอกรักฝากใจ)
- Rao Khon Jon (เราคนจน)
- Rak Nong Phon (รักน้องพร)